# FOXRED1
FOXRED1 (англ. FAD dependent oxidoreductase domain containing 1) – білок, який кодується однойменним геном, розташованим у людей на короткому плечі 11-ї хромосоми. Довжина поліпептидного ланцюга білка становить 486 амінокислот, а молекулярна маса — 53 812.
| 10         |  | 20         |  | 30         |  | 40         |  | 50         |
| ---------- |  | ---------- |  | ---------- |  | ---------- |  | ---------- |
| MIRRVLPHGM |  | GRGLLTRRPG |  | TRRGGFSLDW |  | DGKVSEIKKK |  | IKSILPGRSC |
| DLLQDTSHLP |  | PEHSDVVIVG |  | GGVLGLSVAY |  | WLKKLESRRG |  | AIRVLVVERD |
| HTYSQASTGL |  | SVGGICQQFS |  | LPENIQLSLF |  | SASFLRNINE |  | YLAVVDAPPL |
| DLRFNPSGYL |  | LLASEKDAAA |  | MESNVKVQRQ |  | EGAKVSLMSP |  | DQLRNKFPWI |
| NTEGVALASY |  | GMEDEGWFDP |  | WCLLQGLRRK |  | VQSLGVLFCQ |  | GEVTRFVSSS |
| QRMLTTDDKA |  | VVLKRIHEVH |  | VKMDRSLEYQ |  | PVECAIVINA |  | AGAWSAQIAA |
| LAGVGEGPPG |  | TLQGTKLPVE |  | PRKRYVYVWH |  | CPQGPGLETP |  | LVADTSGAYF |
| RREGLGSNYL |  | GGRSPTEQEE |  | PDPANLEVDH |  | DFFQDKVWPH |  | LALRVPAFET |
| LKVQSAWAGY |  | YDYNTFDQNG |  | VVGPHPLVVN |  | MYFATGFSGH |  | GLQQAPGIGR |
| AVAEMVLKGR |  | FQTIDLSPFL |  | FTRFYLGEKI |  | QENNII     |  |            |

A: Аланін

C: Цистеїн

D: Аспарагінова кислота

E: Глутамінова кислота

F: Фенілаланін

G: Гліцин

H: Гістидин

I: Ізолейцин

K: Лізин

L: Лейцин

M: Метіонін

N: Аспарагін

P: Пролін

Q: Глутамін

R: Аргінін

S: Серин

T: Треонін

V: Валін

W: Триптофан

Кодований геном білок за функцією належить до оксидоредуктаз. 
Задіяний у таких біологічних процесах, як транспорт, транспорт електронів, дихальний ланцюг, альтернативний сплайсинг. 
Білок має сайт для зв'язування з ФАД, флавопротеїном. 
Локалізований у мембрані, мітохондрії, внутрішній мембрані мітохондрії.